# أ. إس. أ. سامي
أ. إس. أ. سامي (بالإنجليزية: A. S. A. Sami)‏ (و. 1915 – 1998 م) هو مخرج أفلام، وكاتب سيناريو، ومؤلف من الهند، والراج البريطاني، ولد في كولمبو، توفي في تاميل نادو، عن عمر يناهز 83 عاماً.

## وصلات خارجية
- أ. إس. أ. سامي على موقع IMDb (الإنجليزية)

- أ. إس. أ. سامي في قاعدة بيانات الأفلام على الإنترنت